# Hiệp hội Công nghiệp Ghi âm Việt Nam
Hiệp hội Công nghiệp Ghi âm Việt Nam (tên giao dịch tiếng Anh: Recording Industry Association of Vietnam, viết tắt RIAV) là một tổ chức xã hội - nghề nghiệp, phi chính phủ, phi lợi nhuận của các đơn vị hoạt động trong lĩnh vực sản xuất băng đĩa ghi âm (bao gồm các sản phẩm ghi âm, ghi hình) ở Việt Nam. Nhiệm vụ chính của Hiệp hội là bảo vệ quyền và lợi ích hợp pháp của các nhà sản xuất băng đĩa âm thanh tại Việt Nam, tuân thủ theo các quy định của pháp luật về sở hữu trí tuệ. Hiệp hội Công nghiệp Ghi âm Việt Nam chịu sự quản lý nhà nước của Bộ Văn hóa, Thể thao và Du lịch về lĩnh vực mà tổ chức này hoạt động. Trụ sở chính được đặt tại Thành phố Hồ Chí Minh. Hiệp hội chính thức ra mắt ngày 12 tháng 11 năm 2003.

## Hoạt động đáng chú ý

### Kiện Nokia và dịch vụ của FPT Telecom
Ngày 27 tháng 10 năm 2008, Hiệp hội họp báo công bố quyết định khởi kiện công ty Nokia [Nokia Việt Nam] và dịch vụ IPTV của FPT Telecom do những đơn vị này sử dụng các bản ghi âm của các hội viên mà không có sự cho phép của họ. Nokia tuyên bố đã mua bản quyền gần 10.500 bài hát từ nhacso.net (FPT Online) để dùng cho chương trình khuyến mại tặng thẻ tải nhạc khi mua điện thoại di động nhưng họ không trưng ra được bản hợp đồng ký với website này. Sự việc khiến Giám đốc pháp lý và quan hệ chính phủ khu vực Đông Nam Á - Thái Bình Dương của Nokia đã phải lên tiếng khẳng định sẽ giải quyết vấn đề trên cơ sở tôn trọng bản quyền, nếu sai thì sẽ nhận trách nhiệm về mình. Về phần dịch vụ IPTV, đây là kênh truyền hình trực tuyến có thu phí, tuy nhiên kênh này được cho là đã sử dụng rất nhiều sản phẩm ghi âm, ghi hình thuộc quyền quản lý quyền liên quan của Hiệp hội. Phía FPT Telecom (quản lý IPTV) nói rằng họ dự tính ký kết mua bản quyền với nhacso.net (FPT Online), nhưng theo chánh văn phòng Hiệp hội thì FPT Online không ký hợp đồng bán nhạc cho FPT Telecom. Mặt khác, phía Hiệp hội cũng cho rằng nhacso.net đã vi phạm quyền lợi của họ trong thời gian rất dài nên sẽ tiến hành khởi kiện riêng. Ngày 31 tháng 10 năm 2008, FPT Online đã gửi công văn tới Hiệp hội nhận sai và mong có thêm một buổi làm việc với Hiệp hội để giải quyết.

### Thỏa thuận thu phí tải nhạc số
Tháng 8 năm 2012, năm website âm nhạc gồm mp3.zing.vn, nhaccuatui.com, nhac.vui.vn, mp3.xxxx và nghenhac.info đã ký thỏa thuận với Hiệp hội Công nghiệp Ghi âm Việt Nam và công ty MVCorp về việc thu phí 1.000 đồng cho mỗi bài nhạc tải xuống từ website của họ Hiệp hội đã chọn MVCorp làm đối tác duy nhất quản lý quyền các bản ghi âm nhạc trên mạng viễn thông và Internet trong thời hạn ba năm. Tuy nhiên, hợp đồng bị xác nhận đã thanh lý vào tháng 5 năm 2013 sau khi công ty này đề nghị rút lui. Phó Chủ tịch của Hiệp hội cho biết họ đang tìm kiếm đối tác khác để tiếp tục tham gia việc thu phí nhạc trực tuyến.

## Hội viên
Nguồn:

### Nhạc sĩ
Các nhạc sĩ: Đỗ Tú Tài, Minh Châu, Dương Đình Trí, Quỳnh Hợp, Mai Thu Sơn, Cao Nhật Minh, Lê Quang Thanh Tâm, Lý Thái Long, Tuấn Khanh, Nguyễn Ngọc Tài, Vũ Trường Thông, Bùi Nguyên Lâm, Trịnh Gia Kiệt, Bảo Hưng

### Ca sĩ
Các ca sĩ: Nghi Văn, Kannan Nguyễn, Ngọc Sơn, Hương Lan, Dương Đình Trí,...

### Doanh nghiệp
| STT | Tên doanh nghiệp                                                                                  |
| --- | ------------------------------------------------------------------------------------------------- |
| 1   | Công ty Sản xuất và Phát hành Băng đĩa nhạc Minh Thống                                            |
| 2   | Công ty Cổ phần Giải trí Đêm Sài Gòn - Saigonnights                                               |
| 3   | Công ty TNHH Một thành viên Đĩa Hát Việt Nam                                                      |
| 4   | Công ty TNHH Tổ chức Biểu diễn Nghệ thuật Nam Phương                                              |
| 5   | Công ty Cổ phần Phim truyện 1 tại TP. HCM                                                         |
| 6   | Công ty Cổ phần Nghe nhìn Thăng Long (Thang Long Audio Visual)                                    |
| 7   | Doanh nghiệp tư nhân Sản xuất Băng từ Hoàng Tuấn (HT Audio Video Production)                      |
| 8   | Công ty TNHH Văn hoá Nghệ thuật Hoàng Đỉnh                                                        |
| 9   | Công ty Cổ phần Văn hoá tổng hợp Bến Thành - Bến Thành Audio Video                                |
| 10  | RIAV - Đàm Vĩnh Hưng (Công ty TNHH Giải trí Tiếng Hát Việt)                                       |
| 11  | Công ty Cổ phần Nhiếp ảnh và Dịch vụ Văn hoá TP.HCM - Trung tâm băng nhạc Lạc Hồng                |
| 12  | Công ty TNHH Phát hành băng đĩa và Tổ chức Biểu diễn Tuấn Trinh                                   |
| 13  | Trung tâm Dịch vụ Truyền hình - Đài Truyền hình TP. Hồ Chí Minh                                   |
| 14  | Công ty TNHH Tổ chức biểu diễn Kim Lợi                                                            |
| 15  | Công ty Cổ phần Mỹ thuật và Vật phẩm Văn hóa (Hồ Gươm Audio & Video) - Trung tâm Dịch vụ CD & VCD |
| 16  | Hãng phim Trẻ - Trung tâm Băng nhạc Trẻ                                                           |
| 17  | Công ty Cổ phần Văn hóa Tân Bình - Trung tâm băng nhạc Trùng Dương (Trùng Dương Audio & Video)    |
| 18  | Công ty TNHH Thương mại - Dịch vụ Đông Hải                                                        |
| 19  | Công ty TNHH Sản xuất Biểu diễn Sài Gòn - Trung tâm băng nhạc Rạng Đông                           |
| 20  | Hãng phim Phương Nam                                                                              |
| 21  | Công ty TNHH Một thành viên Vật phẩm Văn hóa Sài Gòn (SAIGON VAFACO)                              |